# 九龍聖德肋撒英文學校
九龍聖德肋撒英文學校（英語：St. Teresa's School Kowloon，縮寫：STS），是香港一間由美國歸僑鮑鍾慧蒔（Maria Lourdes Bau）於1952年創立的羅馬天主教男女小學，本為九龍聖德肋撒英文學校（幼稚園）的直屬小學。學校鄰近九龍聖德肋撒堂以及香港明愛青少年及社區服務九龍社區中心，分為幼稚園以及小學兩部分。另外，向來亦對學生成績和品行都有較高要求。但因為校舍設施不足，不符合教育局要求而於2008年6月28日結束營辦。

## 校政管理
歷任校監
- 1952年至1979年：和靈導 神父（Rev. Orlando, Carmelo PIME）[4][1]
- 林焯煒 神父[5]
- ？至2008年：駱鏗祥 神父（Father Ferdinand Lok）

歷任校長
- 1952年至1996年：鮑鍾慧蒔 女士（Mrs. Maria Lourdes Bau）
- 1996年至1998年：黃若嫻 修女（Sister Cecilia Wong）
- 1998年至2008年：范蒲靈 女士（Miss Fang Po Ling）[6]

## 歷史

### 創校與發展
1952年，九龍聖德肋撒堂堂區神父和靈導神父希望開辦一所小學以容納天主教男學生。後於同年10月20日，美國歸僑鮑鍾慧蒔於界限街創辦「九龍聖德肋撒英文學校」。初時，學校只有三間課室。至1954年，搬到九龍聖德肋撒堂旁邊繼續營辦。當年校舍屬樓高三層平房式的建築，操場旁邊有一排班房（後被拆卸建成了香港明愛青少年及社區服務九龍社區中心和明愛賓館）。當時，九龍聖德肋撒英文學校只取錄了140名學生。之後到了1957年，學生數目升至450人。該校分為上午校與下午校；上午校以英語作為教學語言，而下午校則以中文教學。兩校均設有幼稚園和小學部，學生皆為男女生。當中因應香港在1950年代尚未有正式的國際學校而取錄了居港的外籍人士子女，包括了英軍子弟。由於學校毗鄰聖德肋撒堂，所以學生獲安排參與宗教活動及接受靈修教育。課外活動方面，校方提供書法班﹑美勞班﹑乒乓球組﹑羽毛球組﹑朗誦組﹑舞蹈組﹑合唱團等活動。
另外，九龍聖德肋撒英文學校的創校校長鮑鍾慧蒔認識了不少葡萄牙裔的族群，於是她於1950至1970年代期間曾聘請多位葡萄牙裔教師在校任教。至於學校校徽的設計，是出自鮑校長以及商務印書館創辦人鮑咸昌三子鮑慶榮（即鮑校長之丈夫）
的手筆。隨著學校的發展，校內於最高峰時期有超過25位教師及600位學生。逾半數教師為女性。在2008年結束營辦之前，九龍聖德肋撒英文學校取錄過來自香港、葡萄牙、英國、美國、瑞士、意大利、日本、韓國、越南、印度和印度尼西亞等地的學生。畢業生大部分會獲派到九龍華仁書院、喇沙書院、瑪利諾修院學校以及拔萃男書院等等升讀中學。

### 結束營辦
2002年，天主教香港教區因校舍設施不足決定停辦九龍聖德肋撒英文學校。該校是教區營辦的第三所私立小學，前兩所分別為聖貞德小學以及伍華書院小學（上午校）。時任天主教教育事務處教育事務主教代表助理陳繼賢指出九龍聖德肋撒英文學校本身所在位置是一所私人樓宇。內裏無法增加特別課室以應付資訊科技教育。此外，也不能開設圖書館等設施。天主教教育事務前主教代表胡路明亦指教區曾經考慮過重建校舍，惟費用高昂以致未能成事。申請附近地皮再建學校一事也遭到政府拒絕。而香港適齡小學生數目有下降趨勢，教區有意把資源投放到其他有需要的社會服務。因此最終作出停辦的決定。直至2003年，校方不再招收小一新生。
2008年，九龍聖德肋撒英文學校共有58位（小六班別有29人；兩個 K3 班別共有29人）學生畢業。在同年6月28日，校方舉辦歡送活動，結束學校56年的辦學歷程。此後，校友通過成立校友會以及 Facebook 群組「St Teresa's School, Kowloon "九龍聖德肋撒英文學校"」維持聯繫。

## 學校刊物
九龍聖德肋撒英文學校曾出過三本學校刊物：第一次是在1956年，第二次是在2002年，第三次是在2008年。1956年是該校即將創校5周年的年份。為紀念學校創立5周年，該校出版了一本名為「Teresian」，共有58頁黑白印刷粉紅色封面的校刊。至2002年，學校為慶祝創立50周年出版了一本綠色封面的校刊。九龍聖德肋撒英文學校最後一本校刊於2008年出版，用以記錄學校56年的營辦歷史。同時標誌著學校的營辦結束。

## 著名/傑出校友
政界
- 田北辰，BBS，JP：港區全國人大代表、立法會議員（新界西）、荃灣區議會愉景選區區議員、縱橫二千集團（經營G2000品牌）創辦人及主席、實政圓桌召集人[8]（1958年小三至1960年小五，小學部）
- 唐英年，大紫荊勳賢，GBS，JP：全國政協常委、前政務司司長及前財政司司長[11]

演藝界
- 張衛健：香港男藝人（只讀幼稚園）
- 古天樂：香港男藝人（幼稚園至1981年小三）[12][8]
- 林海峰：香港男藝人[8]（只讀幼稚園）
- 陳曉東：香港男藝人（小學部；小一至1985年小三）
- 苗可秀：香港女演員（小學部）[註 1]
- 關之琳：香港女演員[8]
- 谷祖琳：香港女藝人
- 黃宇詩：前香港女藝人
- 朱玲玲：前香港女演員、女模特兒、1977年香港小姐競選冠軍及最上鏡小姐
- 倫永亮：香港作曲家[8]
- 畢國智：香港電影導演
- 陳德森：香港電影導演[13]
- 蔡興麟：香港男歌手（小學部；1983年小五）[註 2]
- 黃榮璋：香港男配音員（幼稚園至1995年小學部）

醫學界
- 王泰鴻：香港心臟科專科醫生（1984年小六）

## 外部連結
- 九龍聖德肋撒英文學校
- 〈家長力勸聖德肋撒續辦〉，星島日報，2003年9月26日 （页面存档备份，存于）